# Pigier Bénin
Pigier Bénin est une institution privée d'enseignement supérieur qui représente la franchise de la marque Pigier, fondée en France en 1850. Elle établit sa présence au Bénin en 1993 et a obtenu l'agrément de l'État béninois en 1997,,,,,.

## Création
Présent au Bénin en 1993, Pigier Bénin est implanté à Cotonou,.

## Formations
Pigier Bénin offre des programmes de licence et de master professionnels dans les domaines des sciences de gestion et des technologies, couvrant un large éventail de spécialisations telles que le management, le commerce, l'administration des entreprises, la finance, le contrôle de gestion, la comptabilité, l'assistanat de direction, la gestion des ressources humaines et le placement des étudiants,,,,,,,.
L'école dispose de 11 filières de Licence et de 12 filières de Master.
Formation BAC+3 Licence :
- Audit et Contrôle de Gestion (CG) ;
- Banque et Finance d’Entreprise (BF) ;
- Commerce International et E-Business (CIB) ;
- Communication Digitale & Webmarketing (CDM) ;
- Droit des Affaires et Carrières Judiciaires (DCJ) ;
- Entrepreneuriat et Gestion de Projets (EGP) ;
- Gestion des Transports et Logistique (GTL) ;
- Management des Ressources Humaines (MRH) ;
- Négociation et Communication Multimédia (NM) ;
- Réseaux et Génie Logiciel (RGL) ;
- Réseaux Informatiques, Mobilité et Sécurité (RMS).

Formation BAC+5 Masters :
- Audit et Contrôle de Gestion ;
- Communication ET Marketing ;
- Expertise Commerciale et Business Development ;
- Finance et Assurances ;
- Fiscalité et Droit des Affaires ;
- Génie Informatique et Réseaux ;
- Intelligence Artificielle et Big Data ;
- Management de la Qualité et des Projets ;
- Management des Entreprises ;
- Management des Ressources Humaines ;
- Sécurité des Systèmes Informatiques ;
- Transport & Supply Chain.

Il dispose également des formations en Expertise comptable, des formations professionnelles continue et des programmes de certification,,,.
Les diplômes de Licence et Master en "Sciences de gestion" et "Sciences et technologies" sont officiellement reconnus et validés par les autorités béninoises ainsi que par le CAMES.

## Admission
Sur étude de dossier.

## Distinctions
En décembre 2009, l'école obtient la certification ISO 9001 version 2008, devenant ainsi la première école certifiée de ce type en Afrique subsaharienne,.